# Безрук, Степан Сидорович
Степа́н Си́дорович Бе́зрук (1914—2002) — бригадир комплексной бригады плотников управления начальника работ № 859 строительного треста № 6 Хабаровского совнархоза, Герой Социалистического Труда (1958).

## Биография
Родился в 1914 году в селе Тростянка, ныне Черниговской области Украины, в крестьянской семье. По национальности украинец.
В 1932 году приехал по вербовке на Дальний Восток. Работал на станции Завитая (ныне — Амурская область) землекопом. Позже освоил профессию плотника, работал в Завитой и Куйбышевке-Восточной. В 1934 году призван в Красную Армию, где служил три года.
После демобилизации в 1937 году С. С. Безрук, вместе со всем отделением, в котором он служил (восемь человек), приехал на строительство Комсомольска-на-Амуре. Там новоприбывшие строители стали костяком бригады, строившую посёлок Дзёмги; за два месяца им удалось построить два двухэтажных дома. Позже участвовал в строительстве первого в городе стоквартирного дома, недостроенного из-за начала Великой Отечественной войны.
Во время войны работал на промышленных объектах Комсомольска, нужных для обороны. В послевоенное время организовал комплексную бригаду плотников управления начальника работ № 859 строительного треста № 6 и стал её бригадиром. Первой задачей для бригады стала достройка вышеупомянутого стоквартирного дома, а всего при её участии было построено свыше ста жилых домов, а также не один десяток промышленных и социальных объектов (включая городской Дворец культуры авиастроителей). Несколько зданий, построенных при участии бригадира Безрука, были оценены государственной комиссией на «отлично» и «хорошо».
Указом Президиума Верховного Совета СССР от 9 августа 1958 года за выдающиеся успехи, достигнутые в строительстве и промышленности строительных материалов, Безруку Степану Сидоровичу присвоено звание Героя Социалистического Труда с вручением ордена Ленина и золотой медали «Серп и Молот».
Состоял в КПСС, был руководителем партийной группы своего участка.
Всего С. С. Безрук проработал в строительной отрасли города около сорока лет, руководил бригадой до выхода на пенсию. Умер в 2002 году в Комсомольске-на-Амуре.

## Награды
- Герой Социалистического Труда (09.08.1958)
- Орден Ленина (09.08.1958)
- орден Трудового Красного Знамени (05.04.1971)
- медали СССР, в том числе:
  - медаль «Ветеран труда» (дата награждения неизвестна)
  - медаль «В ознаменование 100-летия со дня рождения Владимира Ильича Ленина» (1970)